# Centrapalinae
Centrapalinae je podtribus Glavočika jezičnjača, dio je tribusa Vernonieae. Postoji 13 rodova., Nothovernonia je opisana tek 2011.

## Rodovi
1. Camchaya Gagnep. (9 spp.)
2. Iodocephalopsis Bunwong & H. Rob. (1 sp.)
3. Acilepis D. Don (37 spp.)
4. Bechium DC. (3 spp.)
5. Centauropsis Bojer ex DC. (8 spp.)
6. Dewildemania O. Hoffm. ex De Wild. (7 spp.)
7. Oliganthes Cass. (9 spp.)
8. Koyamasia H. Rob. (2 spp.)
9. Nothovernonia H. Rob. & V. A. Funk (2 spp.)
10. Okia H. Rob. & Skvarla (2 spp.)
11. Pulicarioidea Bunwong, Chantar. & S. C. Keeley (1 sp.)
12. Msuata O. Hoffm. (1 sp.)
13. Phyllocephalum Blume (10 spp.)